# エール・コートジボワール
エール・コートジボワール（フランス語: Air Côte d'Ivoire）はコートジボワールの航空会社。

## 概要
コートジボワール国のフラッグ・キャリアである。コートジボワールの最大都市アビジャンに拠点を置いている。かつてのフラッグキャリアであるエール・イボワールが2011年に倒産したため、それに代って2012年11月12日より運航を開始した。
航空券の座席予約システム（CRS）は、アマデウスITグループが運営するアマデウスを利用している
。

## 沿革
コートジボワール政府が65％、エールフランス航空が20％が出資する形で2012年5月15日に設立。2011年に倒産したエール・イボワールに代わるフラッグキャリアとなった。

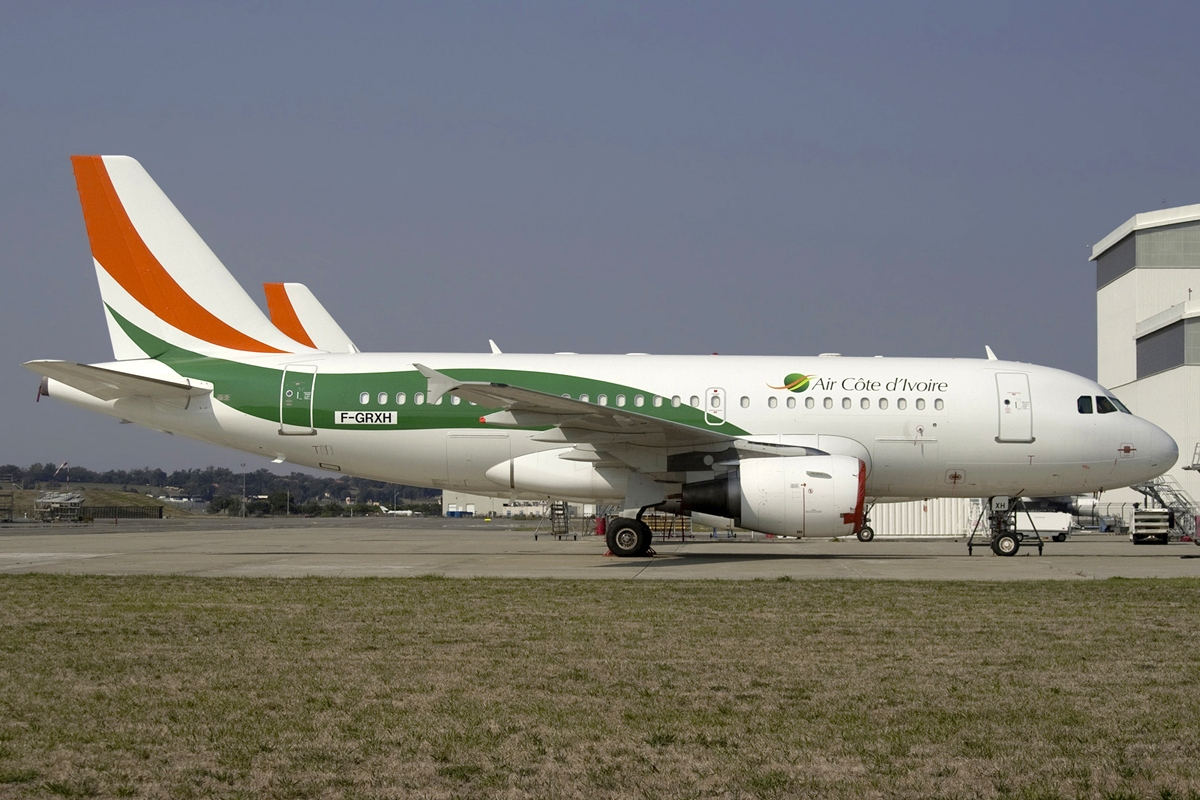
エアバスA319-100

その後、2012年10月に最初の機材（エアバスA319）を受領し、2012年11月12日に運航を開始した。2016年現在、578人のスタッフを雇用している（内パイロットが87人、客室乗務員が174人、整備士が66人）。
2016年4月28日にアフリカの航空会社では初めてエアバスA320neoを発注した。
2021年11月、ビジネスマンのOumar Diawaraは、国営企業AirCôted'Ivoireが運営するエアバスA319登録TU-TSZのマリでの押収を取得しました。 機体は、当事者間で妥協点に達した後、90分後に再び離陸することができました。 交渉には、マリ当局とOumarDiawaraが関与した。

## 就航都市
2016年現在、国内6都市、国外19都市に就航している。ネットワークは西アフリカ・中部アフリカを中心に展開されている。
- ベナン
  - コトヌー（カジェフォウン空港）
- ブルキナファソ
  - ワガドゥグー（ワガドゥグー空港）
- カメルーン
  - ドゥアラ（ドゥアラ国際空港）
  - ヤウンデ（ヤウンデ・ンシマレン国際空港）
- チャド
  - ンジャメナ（ンジャメナ国際空港）
- コンゴ共和国
  - ブラザヴィル（マヤマヤ空港）
  - ポワントノワール（ポワントノワール空港）
- コンゴ民主共和国
  - キンシャサ（ヌジリ国際空港）
- コートジボワール
  - アビジャン（フェリックス・ウフェ＝ボワニ国際空港）拠点空港
  - ブアケ（ブアケ空港）
  - コロゴ（コロゴ空港）
  - マン（マン空港）
  - オディエンネ（オディエンネ空港）
  - サン＝ペドロ（サン＝ペドロ空港）
- ガボン
  - リーブルヴィル（リーブルヴィル国際空港）
- ガーナ
  - アクラ（コトカ国際空港）
- ギニア
  - コナクリ（コナクリ国際空港）
- リベリア
  - モンロビア（モンロビア・ロバーツ国際空港）
- マリ
  - バマコ（バマコ・セヌー国際空港）
- ニジェール
  - ニアメ（ディオリ・アマニ国際空港）
- ナイジェリア
  - アブジャ（ンナムディ・アジキウェ国際空港）
  - ラゴス（ムルタラ・モハンマド国際空港）
- セネガル
  - ダカール（レオポール・セダール・サンゴール国際空港）
- シエラレオネ
  - フリータウン（ルンギ国際空港）
- トーゴ
  - ロメ（ロメ空港）

## 機材
2025年4月現在、12機運用している。
- エアバスA319-100：5機

- エアバスA320-200：2機

- エアバスA320neo：1機

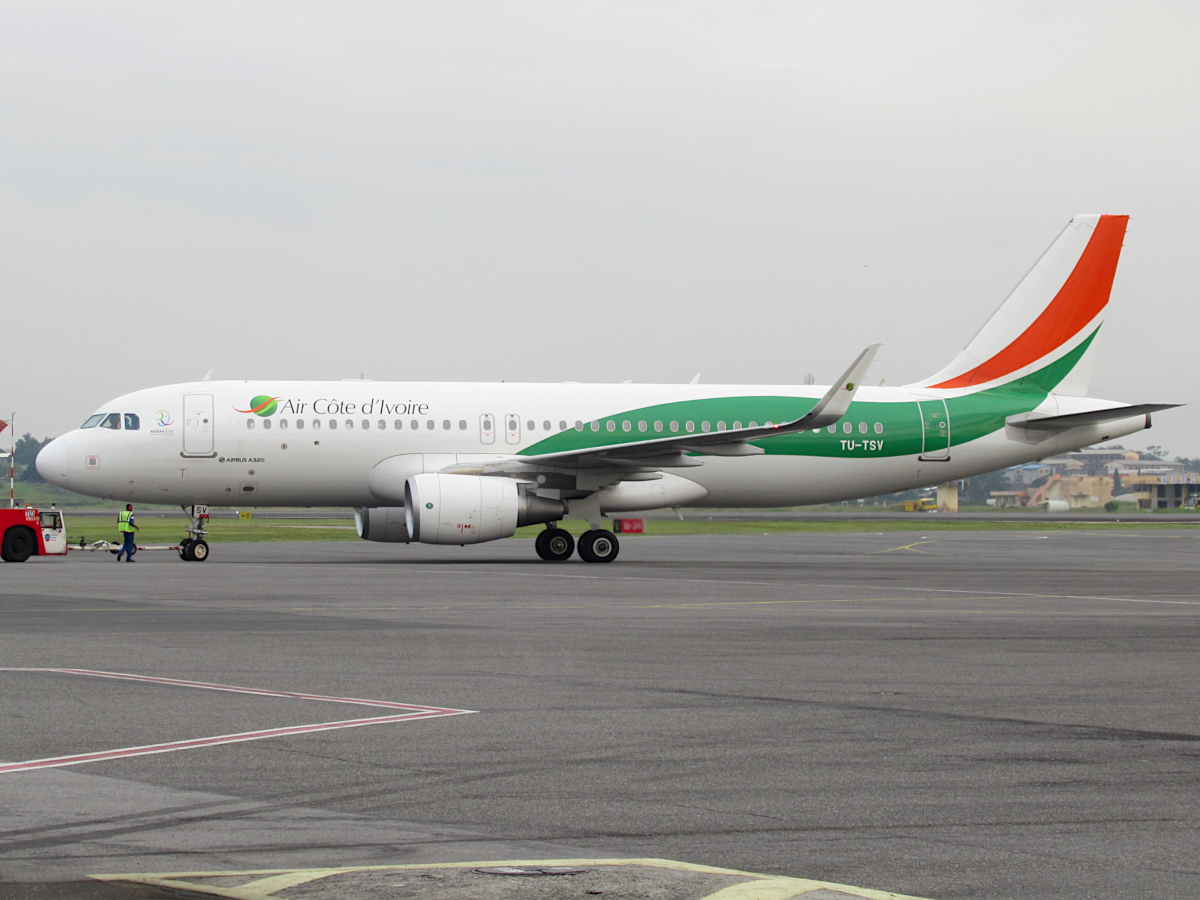
エアバスA320-200

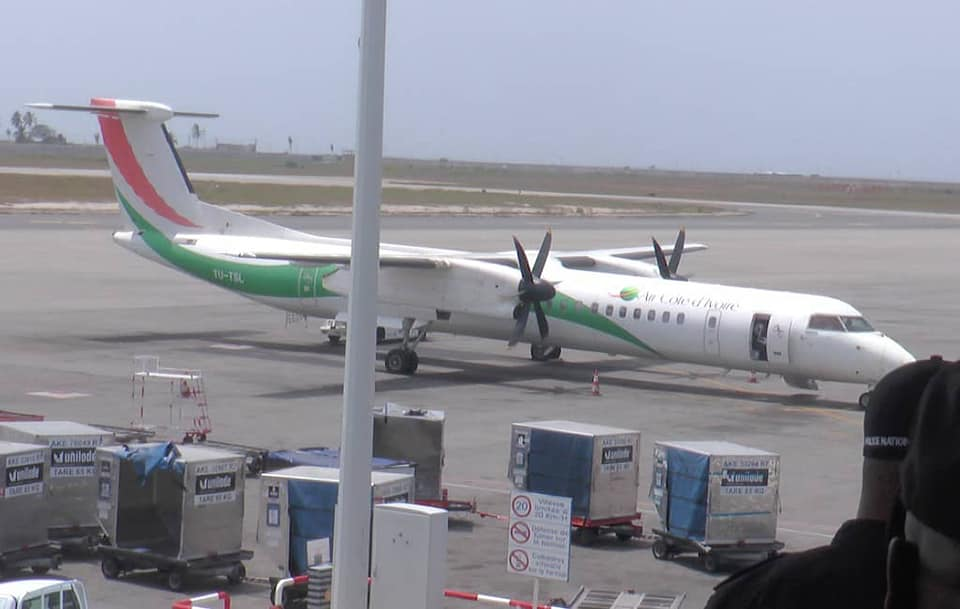
ボンバルディア DHC-8-Q400

- デ・ハビランド・カナダ DHC-8-400：4機

- エアバスA330-900：2機(2024年から納入予定)